# Mafia Wars
Mafia Wars var ett flerpersonsspel/rollspel för webbläsare, utvecklat av Zynga. Det finns tillgängligt på sociala nätverk som Facebook och Myspace. Sedan april 2008 finns även en version för Apple Iphone tillgänglig som gratis nedladdning.[källa behövs] I juli 2009 tillkännagav Zynga att Mafia Wars har över fem miljoner spelare. Antalet spelare fortsatte därefter att öka, men spelet har ändå kvantitativt passerats av bland andra Café World och Farmville.[källa behövs]
År 2012 lanserades Mafia Wars 2, men denna version stängdes ner året därpå. Den 6 april 2016 annonserades inne i spelet att det skulle upphöra den 6 juni samma år.[källa behövs] I april 2017 släpptes en uppdaterad version av spelen i Taiwan, Indonesien, Filippinerna och Kanada. Versionen fick dock inte det genomslag som företaget hoppats på varför spelet drogs tillbaka i juli samma år.

## Handling och funktioner
Spelidén efterliknar den amerikanska maffian och deltagaren strävar efter att ta sig upp i hierarkin (=ett ej definierat antal spelnivåer, den högsta nivån i början av december 2009 är kring 5 000) för att slutligen vara den starkaste maffialedaren (gudfadern, capo di tutti capi etc.). För att göra detta kan han använda sig av pengar, med vilka han kan göra investeringar i fastigheter, spelverksamhet, vapenhandel och en myckenhet av annan brottslig verksamhet; olika vinstföremål/troféer och vapen. Den viktigaste faktorn är att skapa en stor maffia - ett minimum på 500 andra spelare är nödvändigt för att hävda sig - med kraftfulla vapen, fordon och skyddsutrustning. Varje ny nivå ger också ett antal (5) skicklighetspoäng som används för att öka energi, uthållighet, hälsa, försvar eller attack.
Speldeltagarna, vilka finns i hela världen men varav hälften ändå befinner sig i USA, är i alla åldrar. Ett viktigt skäl till detta är att ingen taktil eller motorisk skicklighet fordras, utan snarare sociala färdigheter och ett så pass ihållande intresse att man loggar in i spelet ett antal gånger per dag under en längre tid. Vid dessa inloggningar fordras sedan att man förbrukar den energi och den uthållighet som ökar ungefär var femte minut dygnet runt. Energin används för vissa brott, medan uthålligheten används för strider med andra deltagares maffiagrupper.
Spelet efterliknar Facebook i så måtto att det sociala nätverksbyggandet är av vital betydelse; ju fler vänner man har desto starkare/mer framgångsrik blir man. Ett sätt att behålla vännerna och skaffa sig nya är att sända virtuella gåvor. Mafia Wars har gett upphov till ett stort antal organiserade grupper på värden Facebook.
Från början utspelade sig spelet i New York. Senare förgrenade man sig till Kuba, öppet för spelare från nivå 35, och under hösten 2009 till Moskva, öppet för spelare från nivå 70. Kring nyåret 2010 öppnades Bangkok utan speciell nivågräns, men med pass som inträdeskrav; detta kan fås som gåva av andra spelare. Zynga har förvarnat om att spelet förgrenar sig vidare till Las Vegas under 2010.
Mafia Wars är ett gratisspel, men den som vill kan köpa s.k. belöningspoäng (reward points, godfather points) som används som betalning för påfyllning av energi eller uthållighet, eller för att köpa särskilt kraftfulla vapen, fordon eller skydd. En annan intäktskälla för Zynga är att sälja reklam i form av product placement inne i spelet - bl.a. för att öka intresset för vissa gangsterfilmer.
Den ledande idén för att hålla kvar spelarna är att binda olika spelinslag tidsmässigt. Spelare som installerar en "gamebar" som verktygsfält i sin webbläsare får upp till 25 procent påfyllning av energi eller uthållighet var åttonde timme. Man kan begära hjälp med jobb av andra spelare var tolfte eller tjugofjärde timme. Ett under mars 2010 infört system med hjälp i insamlandet av samlingar (collections) lägger en sextiominuterstimer i spelfältet. Ett stort (125%) energipaket kan utnyttjas var 23:e timme. Man kan gömma sig från angrepp genom att få ner hälsan under 20 poäng, men den återhämtar sig automatiskt, varför täta återbesök i spelet då är nödvändiga.